# Межник (Дновский район)
Межник — деревня в Дновском районе Псковской области России. Входит в состав Выскодской волости Дновского района.
Расположена в центре района, на берегу реки Полонка, в 12 км к юго-востоку от районного центра, города Дно.

## Население
| 2001 | 2002 | 2010 |
| ---- | ---- | ---- |
| 57   | ↘51  | ↘36  |

Численность населения деревни по оценке на конец 2000 года составляла 57 жителей, на 2010 год — 46 жителей.